# H.C. Hansen
 Der er flere personer med dette navn, se Hans Christian Hansen.
 Der er flere personer med dette navn, se Hans Hansen.
Hans Christian Svane Hansen kendt som H.C. Hansen (født 8. november 1906 i Aarhus, død 19. februar 1960 i København) var dansk statsminister fra 1. februar 1955 til sin død.

## Baggrund
H.C. Hansen blev født i en arbejderfamilie i Aarhus og blev udlært som typograf. Han tilsluttede sig tidligt Socialdemokratiet og var fra 1933 til 1937 formand for DSU.

## Politisk karriere
Han blev valgt til Folketinget i 1936 og sad der til sin død. Han arbejdede nært sammen med den senere statsminister Hans Hedtoft og afløste i 1939 denne som partisekretær. Den tyske besættelsesmagt tvang ham væk fra denne post. Han sad i det illegale kontaktudvalg mellem politikere og Frihedsrådet.
I perioden 1943-1946 hævdes H.C. Hansen at have fungeret som agent for USA med henblik på at informere om bl.a. danske handelsaftaler med Sovjetunionen samt om danskeres samarbejde med tyskerne under krigen.
I befrielsesregeringen i 1945 blev han finansminister, en post han fik igen under Hedtofts regering fra 1947 til 1950.
I 1953 blev han udenrigsminister, og da statsminister Hedtoft døde i januar 1955, var det naturligt, at H.C. Hansen overtog regeringschefansvaret, men han bevarede posten som udenrigsminister indtil 1958. Han blev ramt af en kræftsygdom og døde i 1960.
H.C. Hansen var med til at føre Danmark ind i Atlantpagten, senere kaldet NATO, i 1949 og var en stærk tilhænger af samarbejdet med USA og de vesteuropæiske demokratier.
Under forhandlingerne om Vesttysklands optagelse i NATO i 1955 lykkedes det H.C. Hansen med København-Bonn-erklæringerne at sikre rettighederne for det danske mindretal i Sydslesvig.
I efteråret 1957 var H.C Hansen med til at indføre atomvåben på dansk grund, da han besvarede den amerikanske ambassadørs henvendelse om "ammunition af en særlig karakter" på Grønland.
Grønland var på daværende tidspunkt et dansk amt, og samme år havde H.C. Hansens valgplakater haft påskriften "H.C. Hansen siger nej til atomvåben i Danmark".
Han var stærkt antikommunistisk indstillet og lod sig ikke kue af de store demonstrationer i 1956, da et mæglingsforslag blev ophøjet til lov. Han var resultatsøgende, og det var under hans regering, at folkepensionen blev indført i 1957.
En ny skolelov blev også til under hans statsministertid.

## Andet
H. C. Hansen var et lyrisk menneske, der helt siden de unge dage skrev digte og sange, som han selv gerne var med til at foredrage, ligesom han oversatte flere skønlitterære bøger til dansk.
H.C. Hansen ligger begravet på Vestre Kirkegård.
Ph.d. Peer Henrik Hansen fra Roskilde Universitet (RUC) fremlagde 4. juni 2008, i forbindelse med sit Ph.d.-forsvar, omfattende oplysninger, der påviser at H.C. Hansen under og lige efter 2. verdenskrig samarbejdede med den amerikanske efterretningstjeneste. Om han var en egentlig agent, eller hvilken status han havde, er ikke klarlagt.
I 1951 modtog han en Æres-Bodil for at nedsætte filmskatterne.
Axel P. Jensen har lavet et maleri af Hansen opsat i Folketinget og der findes en buste lavet af Svend Lindhart i Botanisk Have i Aarhus, ligeledes på Christiansborg.